# Nelson Point
Der Nelson Point (in Argentinien Cabo Nelson) ist eine Landspitze an der Westküste von Elephant Island im Archipel der Südlichen Shetlandinseln. Sie bildet die südöstliche Begrenzung der Einfahrt zur Table Bay.
Der spanische Name der Landspitze erscheint erstmals auf einer argentinischen Seekarte aus dem Jahr 1977. Das UK Antarctic Place-Names Committee übertrug diese Benennung 2003 unter Berichtigung der Geokoordinaten in einer angepassten Übersetzung ins Englische.